# Xã Cass, Quận White, Indiana
Xã Cass (tiếng Anh: Cass Township) là một xã thuộc quận White, tiểu bang Indiana, Hoa Kỳ. Năm 2010, dân số của xã này là 585 người.